# Edmund Lesisz
Edmund Lesisz (ur. 1 kwietnia 1906 w Kozienicach, zm. 21 stycznia 1943 w Łodzi) – kapitan Wojska Polskiego, dowódca 2 kompanii I batalionu 55. Pułku Piechoty.

## Życiorys
Był oficerem zawodowym piechoty, absolwentem Korpusu Kadetów we Lwowie. W czasie kampanii wrześniowej jako dowódca 2 kompanii wzmocnionej plutonem artylerii piechoty kpt. Ludwika Snitko, plutonem ciężkich karabinów maszynowych oraz plutonem samochodów pancernych przeprowadził wypad na Wschowę.

Po kampanii wrześniowej 1939 roku kpt. Lesisz dostał się do niewoli niemieckiej i przebywał w Oflagu VII A Murnau. Tam jesienią 1941 roku wbrew konwencjom o traktowaniu jeńców wojennych został aresztowany. Podobny los spotkał jego przełożonego – mjr. Jana Dymowskiego – we wrześniu 1939 roku dowódcę I batalionu 55. Pułku Piechoty. Do stycznia 1943 roku obaj byli przetrzymywani w więzieniu w Łodzi, gdzie mieli być osądzeni. Był torturowany, został zamordowany dzień przed zakończeniem rozprawy.

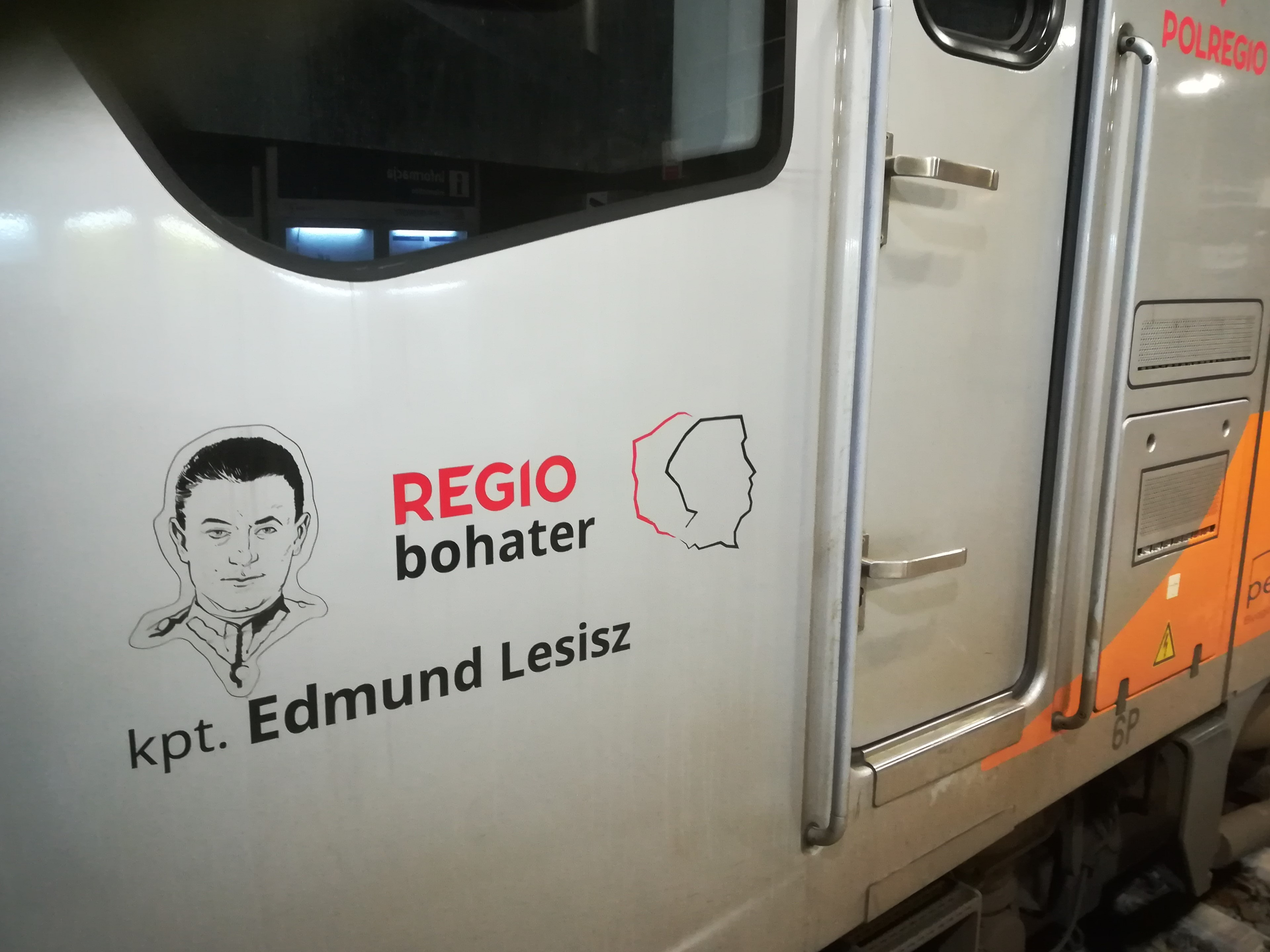
Edmund Lesisz jako Regio Bohater na zespole trakcyjnym SA139-023 spółki Przewozy Regionalne

## Odznaczenia
Kapituła Orderu Virtuti Militari w Londynie w latach 70. odznaczyła pośmiertnie kpt. Edmunda Lesisza Krzyżem Orderu Virtuti Militari.